# Paavo Matsin
Paavo Matsin (* 4. April 1970 in Tallinn) ist ein estnischer Schriftsteller.

## Leben
Matsin machte 1988 in Tallinn Abitur und studierte danach von 1988 bis 1993 an der Pädagogischen Hochschule Tallinn Estnische Sprache und Literatur. Nach dem Studienabschluss als estnischer Philologe studierte er ein Jahr Semiotik und Literaturwissenschaft am Tallinner Humanitarinstitut sowie von 1997 bis 2003 Theologie am Theologischen Institut der Estnischen Evangelisch-Lutherischen Kirche in Tallinn mit dem Abschluss als Diplomtheologe.
Paavo Matsin lebt als Gymnasiallehrer in Viljandi und ist seit 2004 Mitglied des Estnischen Schriftstellerverbandes.

## Literarisches Werk
Matsin debütierte 2002 in einem Sammelband der experimentellen Gruppierung „14NÜ“ und legte 2011 mit Doktor Schwarz. Die zwölf Schlüssel der Alchemie sein erstes Buch vor. Seitdem hat er Bekanntheit erlangt „vor allem als Avantgardist und jemand, der sich für Geheimwissenschaft interessiert“. Hierfür spricht auch seine Verwendung von verschiedenen, d. h. russischen oder lettischen, Varianten seines Namens. Sein zweiter Roman, der größtenteils in Riga spielt, wurde verglichen mit dem Werk von Teet Kallas.
Matsins dritter, preisgekrönter Roman Gogols Disko spielt in Viljandi, das nach einem verheerenden Krieg zwischen der NATO und Russland als einzige estnische Stadt nicht dem Erdboden gleichgemacht ist. Estland ist wieder Teil des russischen Zarenreiches und das Estnische mehr oder weniger in den Untergrund gedrängt. Das Sagen haben russische Intellektuelle, darunter auch der wiederauferstandene Nikolai Gogol. Das Buch ist jedoch keine deprimierende Zukunftsvision, sondern eher als „spielerische Dystopie oder allegorische Groteske“ bezeichnet worden.

## Übersetzungen ins Deutsche
- Gogols Disko. Aus dem Estnischen von Maximilian Murmann. Erlangen: homunculus verlag 2021. 173 S.

## Auszeichnungen
- Kritikpreis der Zeitung Sirp
- 2012 Schlangenfüllfederhalter-Preis (Siugjas sulepea)
- 2016 Literaturpreis des Estnischen Kulturkapitals (Prosa)
- 2016 Literaturpreis der Europäischen Union für Gogoli disko

## Bibliografie
- Doktor Schwarz. Alkeemia 12 võtit ('Doktor Schwarz. Die zwölf Schlüssel der Alchemie'). Viljandi: Lepp ja Nagel 2011. 75 S.
- [als Pāvs Matsins] Sinine kaardivägi ('Die blaue Garde'). Viljandi: Lepp ja Nagel 2013. 104 S.
- [als Paša Matšinov] Gogoli disko ('Gogols Disko'). Viljandi: Lepp ja Nagel 2015. 144 S.
- [als Friedrich Reinhold Kreutzmatsin] Must päike ('Schwarze Sonne'). Viljandi: Lepp ja Nagel 2017. 174 S.
- Kongo tango ('Kongo Tango'). Viljandi: Lepp ja Nagel 2019. 232 S.
- [als Paša Matšinov] Lenini valss ('Leninwalzer'). Viljandi: Lepp ja Nagel 2022. 128 S.